# George Mackey
George Whitelaw Mackey (Saint Louis, 1º febbraio 1916 – Belmont, 15 marzo 2006) è stato un matematico statunitense.

## Biografia
Figlio di William Sturges Mackey e di Dorothy Frances Allison, la famiglia si trasferì da St. Louis in Florida e nel 1926 si stabilì a Houston. 
Molti matematici capiscono che la matematica è la propria materia in giovane età, non fu così per Mackey che dovette lottare per trovare il proprio interesse. Inizialmente vi furono pressioni da parte del padre affinché diventasse un uomo d'affari. Dopo le scuole superiori, ove ebbe modo di appassionarsi di chimica, si iscrisse al corso di laurea in ingegneria chimica al Rice Institute di Houston.
I cambi di direzione non furono facili per Mackey che li descrisse come “lotte dell'animo”, ma decise di modificare il proprio indirizzo di studi e passò da ingegneria chimica a fisica, tuttavia non trovò ciò che stava cercando, come scrisse molti anni dopo
"Ero disturbato dal modo in cui la matematica era trattata nei miei corsi di fisica e così passavo una gran quantità di tempo a rifare le cose in maniera più precisa e rigorosamente argomentata. (…) Volevo in qualche modo combinare la precisione logica della matematica con il più ricco (apparentemente) contenuto della fisica."
Dopo aver ottenuto il titolo di laureato al Rice Institute nel 1938 (Il Rice institute fu fondato nel 1891 e solo nel 1960 divenne Rice University), Mackey andò all'Università di Harvard per svolgere il proprio lavoro di specializzazione.
Fu uno dei primi ad ottenere la borsa di studio William Lowell Putnam per lo svolgimento di una ricerca ad Harvard.Conseguì la laurea specialistica in matematica ad Harvard nel 1939, ove poi svolse il dottorato di ricerca sotto la supervisione di Marshall Stone. Mackey scrisse
"Durante la specializzazione fui sedotto dalla bellezza della matematica pura e stesi i miei piani per riformare la fisica."
Dopo aver presentato la tesi The Subspaces of the Coniugate of an Abstract linear Space, Mackey ottenne il Ph.D. (Dottore di Ricerca) all'Università di Harvard nel 1942 ancora sotto la guida di Marshall H. Stone.
In seguito al conseguimento del Dottorato ad Harvard, Mackey insegnò per un anno all'Illinois Institute of Technologies a Chicago.
Si unì al Dipartimento di Matematica dell'Università di Harvard nel 1943.
Fu promosso assistente ad Harvard nel 1946, professore associato nel 1948 e professore ordinario nel 1956. Nel 1969 fu insignito del titolo di Landon T. Clay, Professore della Matematica e della Scienza Teoriche e rimase ad Harvard fino alla pensione nel 1985.
Le principali aree di ricerca di Mackey furono la teoria rappresentativa dei gruppi, la teoria ergodica e parti relative all'analisi funzionale. Precedentemente, nella propria carriera, Mackey svolse significativi studi sulla teoria della dualità di spazi localmente convessi che fornirono strumenti per gli studi successivi, incluso il lavoro di Alexander Grothendieck sui prodotti tensoriali topologici. Su tale argomento scrisse numerosi articoli tra i quali On infinite dimensional linear spaces (Su spazi lineari dimensionali infiniti) nel 1943, On convex topological linear spaces  (Su spazi lineari topologici convessi) nel 1943, Equivalence of a problem in measure theory to a problem in the theory of vector lattices  (Equivalenza di un problema nella teoria di misura con un problema nella teoria dei reticoli vettoriali) nel 1944 con Shizuo Kakutani, Ring and lattice characterization of complex Hilbert space (Caratterizzazione dell'anello e del reticolo dello spazio complesso di Hilbert) nel 1946, On convex topological linear spaces (Su spazi lineari topologici convessi) nel 1946. 
Il suo interesse per la fisica comunque continuò e pubblicò nel 1949 A theorem of Stone and von Neumann (Un teorema di Stone e Von Neumann) in cui generalizzò un teorema relativo alla meccanica quantistica dimostrato da Stone e Von Neumann nel 1930.
Mackey fu uno dei pionieri, studiosi dell'intersezione della logica quantistica, della teoria di rappresentazione dei gruppi infiniti dimensionali, della teoria degli operatori algerici e della geometria non commutativa. Un ruolo centrale nel lavoro di Mackey, sia nella teoria della rappresentazioni dei gruppi, sia nella fisica matematica fu il concetto di sistema di imprimitività. Quest'idea portò naturalmente ad un'analisi della teoria della rappresentazione dei prodotti semidiretti in termini di azioni ergotiche di gruppi e, in alcuni casi, ad una classificazione completa di alcune rappresentazioni. 
I risultati di Mackey furono strumenti essenziali nello studio della teoria di rappresentazione dei gruppi di Lie nilpotenti attraverso l'utilizzo del metodo delle orbite sviluppato da Alexandr Kirillov nel 1960.
Nell'estate del 1955 Mackey tenne un corso sulla teoria della rappresentazione dei gruppi presso l'Università di Chicago. Parte dei suoi appunti venne in seguito inserita nel suo libro Theory of Unitary Group Representations (La Teoria delle Rappresentazioni di un Gruppo Unitario) pubblicato nel 1976.
Nella primavera del 1960 tenne un corso a Harvard sui fondamenti matematici della meccanica quantistica. La raccolta di queste lezioni divenne il famoso testo classico The Mathematical Foundations of Quantum Mechanics (I fondamenti matematici della meccanica quantistica) pubblicato nel 1963. Mackey così commentò il suo testo:
"… Lo scopo del libro è di spiegare, o almeno di far luce sugli aspetti essenziali del classico e meccanica quantistica da un punto di vista più congeniale ad un matematico puro di quello presente in un testo di fisica. In maniera inusuale, tutti i concetti fisici sono definiti in termini di matematica pura, ad eccezione delle connessioni fisiche e di sicuro delle nozioni base relative allo spazio e al tempo."
Nel 1967 Mackey pubblicò le lezioni sulla teoria delle funzioni in una variabile complessa basate su un corso che tenne a Harvard durante l'anno accademico 1959-60. Nell'introduzione scrisse
"Bene o male ho scelto di de-enfatizzare gli aspetti geometrici intuitivi del soggetto e di presentarlo come un sistema deduttivo partendo con gli assiomi per i numeri reali e complessi. Mentre ho assunto un valore corretto di ‘Maturità Matematica’ su di una parte degli studenti, ho posto di assumere che non vi fossero precedenti conoscenze matematiche formali. Ho definito tutti i termini – inclusi quelli di calcolo e matematica elementare – e definito tutti i teoremi ad eccezione di quelli che ho deciso di lasciare agli studenti come esercizio. In linea di principio (ma non certamente in pratica) gli appunti possono essere letti e compresi da chiunque senza precedenti conoscenze di matematica. Di certo, al fine di evitare un'eccessiva pedanteria, ho lasciato molti semplici argomenti all'immaginazione degli studenti – specialmente dopo i primi capitoli."
Durante l'anno accademico 1966-67, Mackey inviò appunti su una serie di lezioni sulla rappresentazione dei gruppi  e le loro applicazioni all'Università di Oxford in Inghilterra, dove fu professore in visita George Eastman. Come per alcuni suoi precedenti corsi, gli appunti che circolarono divennero parte di un libro di testo dal titolo Unitary Group Representations in Physics, Probability, and Number Theory (Le rappresentazioni di un gruppo unitario in fisica, probabilità e teoria dei numeri) pubblicato nel 1968. 
Mackey scrisse molti articoli scientifici, nel 1992 la American Mathematical Society e la London Mathematical Society, nella loro serie ‘History of Mathematics (Storia della Matematica)', pubblicarono The scope and history of commutative and noncommutative harmonic analysis (Lo scopo e la storia dell'analisi armonica commutativa e non commutativa) edito da Mackey, consistente in una raccolta di articoli scritti da Mackey che traevano spunto dalle lezioni tenute durante diverse conferenze tra il 1977 e il 1988. 
Jorgensen in una recensione scrisse
"È ben noto come l'approccio dell'autore alla teoria della rappresentazione ha dimostrato con successo di trovare le rappresentazioni unitarie e le loro scomposizioni per i gruppi che compaiono spesso sia in matematica (pura) e in fisica, sia nella fisica matematica. Ma la teoria dell'autore è sorprendentemente versatile, con applicazioni nella teoria dei numeri, nell'analisi armonica, nella teoria ergodica, nella meccanica quantistica e nella meccanica statistica, e queste applicazioni sono sviluppate in dettaglio ... "
Clifford Taubes, direttore del Dipartimento di Matematica dell'Università di Harvard fece questo apprezzamento su Mackey:
"Lui era un gentiluomo, ma era anche una delle persone più intellettualmente oneste che io abbia mai conosciuto. Era un realista. Credeva che la gente non doveva deludere se stessa. Non avrebbe voluto lasciare che la gente andasse via con dei preconcetti. E non sto parlando solo di matematica, ma degli aspetti della vita.."
Un altro essenziale elemento nel lavoro di Mackey fu l'assegnazione di una struttura di Borel ad un oggetto duale di un gruppo localmente compatto G (specificatamente ad un gruppo metrico separabile localmente compatto). Una delle importanti congetture di Mackey, che fu eventualmente risolta dal lavoro di James Glimm, su C*-algebra, fu che G è tipo I (indicando che tutti i suoi fattori rappresentativi sono di tipo I) se e soltanto se la struttura di Borel del suo duale è uno spazio di Borel standard.
Scrisse numerosi articoli di osservazione collegati ai propri interessi di ricerca con un significativo contenuto di matematica e fisica, in particolare articoli su meccanica quantistica e meccanica statistica.
Mackey è stato uno dei membri eletti dell'Accademia di Arte e Scienza Americana e dell'Accademia Nazionale di Scienza. Inoltre fu Membro anziano dell'American Mathematical Society e successivamente, nel 1964-65, ne fu vicepresidente. 
Ricevette nel 1975 il Premio Steele. La Rice University gli assegnò il titolo di alunno distinto nel 1982.

## Opere
- Mathematical Foundations of Quantum Mechanics (Dover Books on Mathematics) ISBN 0-486-43517-2
- Unitary Group Representations in Physics, Probability, and Number Theory, 402 pages, Benjamin-Cummings Publishing Company (1978), ISBN 0-8053-6703-9
- Theory of Unitary Group Representation (Chicago Lectures in Mathematics) University Of Chicago Press (August 1, 1976) ISBN 0-226-50051-9
- Induced representations of groups and quantum mechanics, Publisher: W. A. Benjamin (1968)
- Mathematical Problems of Relativistic Physics (Lectures in Applied Mathematics Series, Vol 2) by E. E. Segal, George Whitelaw Mackey, Publisher: Amer Mathematical Society (June 1967) ISBN 0-8218-1102-9
- Lectures on the theory of functions of a complex variable Publisher: R. E. Krieger Pub. Co (1977) ISBN 0-88275-531-5